# Giuliana Sofia di Danimarca
Giuliana Sofia di Danimarca (Copenaghen, 18 febbraio 1788 – Copenaghen, 9 maggio 1850) fu una principessa di Danimarca.

## Biografia
Era la figlia maggiore e il secondo figlio superstite del principe ereditario Federico di Danimarca, e di sua moglie, la duchessa Sofia Federica di Meclemburgo-Schwerin, figlia del duca Luigi di Meclemburgo-Schwerin e della principessa Carlotta Sofia di Sassonia-Coburgo-Saalfeld.
La paternità effettiva di Giuliana Sofia e dei suoi fratelli è stato messa in dubbio. Si pensò che il padre dei figli di Sofia Federica fosse l'aiutante del marito, Frederik von Blücher.
Pochi anni prima della sua nascita il controllo del regno era stato nelle mani di sua nonna, la regina vedova Giuliana Maria e da suo padre, ma un colpo di Stato da parte del principe ereditario aveva privato la sua famiglia del potere.
Per i primi anni della sua Giuliana Sofia visse con il resto della famiglia reale al Palazzo di Christiansborg, ma dopo che il palazzo fu distrutto da un incendio nel 1794, il principe ereditario Federico si trasferì con la famiglia in una villa nel Palazzo di Amalienborg. Sua madre Sofia Federica morì lo stesso anno.

## Matrimonio
Sposò, il 22 agosto 1812 presso il palazzo di Fredensborg, il langravio Guglielmo d'Assia-Philippsthal-Barchfeld, figlio di Adolfo d'Assia-Philippsthal-Barchfeld e della principessa Luisa di Sassonia-Meiningen.
Guglielmo viveva in Danimarca fin dalla più tenera età ed ebbe una brillante carriera militare. Era un uomo popolare e rispettato nella capitale danese.
Il matrimonio fu felice, fondato su sentimenti genuini da entrambe le parti. La coppia, tuttavia, non ebbe figli, apparentemente perché Giuliana Sofia aveva paura di morire di parto. Guglielmo, invece, ebbe un'amante che gli diede cinque figlie.

## Morte
Nel corso degli anni divenne chiaro che il trono danese sarebbe stato ereditato da suo fratello Cristiano. Nel 1821 lei, insieme al ramo della famiglia reale, sono stati elevati allo stile di "Altezza Reale".
All'ascesa al trono di suo nipote, Federico VII di Danimarca, nel 1848, Giuliana Sofia divenne seconda in linea al trono dopo suo fratello, Ferdinando, principe ereditario di Danimarca.
Morì il 9 maggio 1850.

## Albero genealogico
|                                             |                                               |                                               | Genitori                                      |  |  | Nonni |  |  | Bisnonni                  |  |  | Trisnonni                |  |
|                                             |                                               |                                               |                                               |  |  |       |  |  | Cristiano VI di Danimarca |  |  | Federico IV di Danimarca |  |
|                                             |                                               |                                               |                                               |  |  |       |  |  | Cristiano VI di Danimarca |  |  | Federico IV di Danimarca |  |
|                                             |                                               | Luisa di Meclemburgo-Güstrow                  |                                               |  |  |       |  |  | Cristiano VI di Danimarca |  |  |                          |  |
| Federico V di Danimarca                     |                                               |                                               |                                               |  |  |       |  |  | Cristiano VI di Danimarca |  |  |                          |  |
|                                             |                                               | Sofia Maddalena di Brandeburgo-Kulmbach       | Cristiano Enrico di Brandeburgo-Kulmbach      |  |  |       |  |  |                           |  |  |                          |  |
|                                             |                                               | Sofia Maddalena di Brandeburgo-Kulmbach       | Cristiano Enrico di Brandeburgo-Kulmbach      |  |  |       |  |  |                           |  |  |                          |  |
|                                             |                                               | Sofia Maddalena di Brandeburgo-Kulmbach       | Sofia Cristiana di Wolfstein                  |  |  |       |  |  |                           |  |  |                          |  |
| Federico di Danimarca                       |                                               | Sofia Maddalena di Brandeburgo-Kulmbach       |                                               |  |  |       |  |  |                           |  |  |                          |  |
|                                             |                                               | Ferdinando Alberto II di Brunswick-Lüneburg   | Ferdinando Alberto I di Brunswick-Lüneburg    |  |  |       |  |  |                           |  |  |                          |  |
|                                             |                                               | Ferdinando Alberto II di Brunswick-Lüneburg   | Ferdinando Alberto I di Brunswick-Lüneburg    |  |  |       |  |  |                           |  |  |                          |  |
|                                             |                                               | Ferdinando Alberto II di Brunswick-Lüneburg   | Cristina d'Assia-Eschwege                     |  |  |       |  |  |                           |  |  |                          |  |
| Giuliana Maria di Brunswick-Lüneburg        |                                               | Ferdinando Alberto II di Brunswick-Lüneburg   |                                               |  |  |       |  |  |                           |  |  |                          |  |
|                                             |                                               | Antonietta Amalia di Brunswick-Wolfenbüttel   | Luigi Rodolfo di Brunswick-Lüneburg           |  |  |       |  |  |                           |  |  |                          |  |
|                                             |                                               | Antonietta Amalia di Brunswick-Wolfenbüttel   | Luigi Rodolfo di Brunswick-Lüneburg           |  |  |       |  |  |                           |  |  |                          |  |
|                                             |                                               | Antonietta Amalia di Brunswick-Wolfenbüttel   | Cristina Luisa di Oettingen-Oettingen         |  |  |       |  |  |                           |  |  |                          |  |
| Giuliana Sofia di Danimarca                 |                                               | Antonietta Amalia di Brunswick-Wolfenbüttel   |                                               |  |  |       |  |  |                           |  |  |                          |  |
|                                             | Cristiano Ludovico II di Meclemburgo-Schwerin | Federico di Meclemburgo-Schwerin              |                                               |  |  |       |  |  |                           |  |  |                          |  |
|                                             | Cristiano Ludovico II di Meclemburgo-Schwerin | Federico di Meclemburgo-Schwerin              |                                               |  |  |       |  |  |                           |  |  |                          |  |
|                                             | Cristiano Ludovico II di Meclemburgo-Schwerin | Cristina Guglielmina d'Assia-Homburg          |                                               |  |  |       |  |  |                           |  |  |                          |  |
| Luigi di Meclemburgo-Schwerin               | Cristiano Ludovico II di Meclemburgo-Schwerin |                                               |                                               |  |  |       |  |  |                           |  |  |                          |  |
|                                             |                                               | Gustava Carolina di Meclemburgo-Strelitz      | Adolfo Federico II di Meclemburgo-Strelitz    |  |  |       |  |  |                           |  |  |                          |  |
|                                             |                                               | Gustava Carolina di Meclemburgo-Strelitz      | Adolfo Federico II di Meclemburgo-Strelitz    |  |  |       |  |  |                           |  |  |                          |  |
|                                             |                                               | Gustava Carolina di Meclemburgo-Strelitz      | Maria di Meclemburgo-Güstrow                  |  |  |       |  |  |                           |  |  |                          |  |
| Sofia Federica di Meclemburgo-Schwerin      |                                               | Gustava Carolina di Meclemburgo-Strelitz      |                                               |  |  |       |  |  |                           |  |  |                          |  |
|                                             |                                               | Francesco Giosea di Sassonia-Coburgo-Saalfeld | Giovanni Ernesto di Sassonia-Coburgo-Saalfeld |  |  |       |  |  |                           |  |  |                          |  |
|                                             |                                               | Francesco Giosea di Sassonia-Coburgo-Saalfeld | Giovanni Ernesto di Sassonia-Coburgo-Saalfeld |  |  |       |  |  |                           |  |  |                          |  |
|                                             |                                               | Francesco Giosea di Sassonia-Coburgo-Saalfeld | Carlotta Giovanna di Waldeck-Wildungen        |  |  |       |  |  |                           |  |  |                          |  |
| Carlotta Sofia di Sassonia-Coburgo-Saalfeld |                                               | Francesco Giosea di Sassonia-Coburgo-Saalfeld |                                               |  |  |       |  |  |                           |  |  |                          |  |
|                                             |                                               | Anna Sofia di Schwarzburg-Rudolstadt          | Luigi Federico I di Schwarzburg-Rudolstadt    |  |  |       |  |  |                           |  |  |                          |  |
|                                             |                                               | Anna Sofia di Schwarzburg-Rudolstadt          | Luigi Federico I di Schwarzburg-Rudolstadt    |  |  |       |  |  |                           |  |  |                          |  |
|                                             |                                               | Anna Sofia di Schwarzburg-Rudolstadt          | Anna Sofia di Sassonia-Gotha-Altenburg        |  |  |       |  |  |                           |  |  |                          |  |
|                                             |                                               | Anna Sofia di Schwarzburg-Rudolstadt          |                                               |  |  |       |  |  |                           |  |  |                          |  |

## Fonti
- (DA) Bo Bramsen, Ferdinand og Caroline: en beretning om prinsen der nødig ville være konge af Danmark, 1983.
- (DA) C.F. Bricka (a cura di), Dansk Biografisk Lexikon.